# Langues kowanes
Cet article possède un paronyme, voir Kiowa (homonymie).
Les langues kowanes sont une famille de langues papoues parlées en Papouasie-Nouvelle-Guinée dans la province de Madang.

## Classification
Les langues kowanes sont un des groupes qui constituent la famille des langues madang qui sont rattachées par Malcolm Ross à la famille hypothétique des langues trans-Nouvelle Guinée. Ross considère qu'elles forment un groupe avec les langues adelbert du Sud.  Hammarström, Haspelmath, Forkel et Bank, contrairement à Ross, les considèrent comme non classées à l'intérieur de l'ensemble madang.

## Liste des langues
Les langues kowanes, au nombre de deux, sont les suivantes  :
- korak
- waskia